# PalaCosta
Il palasport Angelo Costa è un palazzo dello sport della città di Ravenna.
Non va confuso con l'altro palazzetto cittadino, il più capiente Pala De André.
La struttura è polivalente e ospita manifestazioni sportive, tra le quali le gare interne del Basket Ravenna, oltre ad essere anche sede di concerti. La sala principale è composta da una tribuna laterale da 713 posti e da un secondo settore sopraelevato sopra alle panchine, con una capienza di 271 spettatori il quale viene oggi solitamente destinato ai tifosi ospiti. Sotto a questo settore sono collocati altri posti, fra cui quelli destinati ai disabili. Non esistono settori di curva dietro ai canestri.
Inoltre sono presenti tre palestre minori in cui è possibile praticare pugilato e arti marziali.

## Storia
Costruito e inaugurato dal CONI negli anni cinquanta (il suo primo nome fu infatti «palazzetto CONI»), ospitò per la prima volta nel settembre 1962 una partita della Nazionale, Italia-Polonia di pallavolo maschile. Due anni più tardi, con il ritorno della Robur Ravenna nella massima serie, il PalaCosta iniziò ad ospitare le partite di serie A. Nella stagione 1965-66 erano addirittura due le formazioni ravennati qui protagoniste in A.
Tra il 1979 e il 1981 fu intrapreso l'ampliamento dell'impianto, con la creazione di una tribuna più ampia rispetto a quella già presente. Nel 1998 l'impianto, che presentava problemi di agibilità, è stato chiuso a tempo indeterminato.
Dopo aver acquisito la struttura dal CONI, il comune di Ravenna ha avviato i lavori di riqualificazione che si sono conclusi nel 2009: questa ristrutturazione ha avuto un costo di circa 2 820 000 euro, oltre ai 552 000 euro per l'acquisto della struttura.